# میکرونیزه سازی
میکرونیزه کردن به فرایند کاهش اندازه متوسط قطر ذرات یک جامد گفته می‌شود. تکنیک های سنتی برای این کار متمرکز بر راهکارهای مکانیکی مانند آسیاب و خردایش می باشند اما تکنیک های مدرن از خواص مکانیکی سیالات فوق بحرانی استفاده می کنند و اصول حل پذیری را دستکاری می‌کنند. 
واژه میکرونیزه سازی معمولاً به کاهش میانگین قطر ذرات تا اندازه میکرومتر اشاره دارد ، اما همچنین می تواند کاهش بیشتر در مقیاس نانومتر را نیز شامل شود. از کاربردهای این صنعت میتوان به تولید مواد شیمیایی فعال ، مواد تشکیل دهنده مواد غذایی و داروسازی اشاره کرد. همه این دسته بندی ها به منظور افزایش بازدهی و کارایی در محصول نهایی، نیاز به این دارند که تا ابعاد میکرو متر (ترجیحاً بین 1 تا 20 میکرون) ریز شوند. 

## روش های سنتی
تکنیک های میکرونیزه سازی سنتی برای کاهش اندازه ذرات از یک اصل فیزیک به نام اصطکاک بهره می برند. چنین روشهایی شامل آسیاب ، سنگ زنی و خردایش می شوند. در روش آسیاب، مواد در محفظه استوانه ای شکل ریخته می شوند و استوانه با دور بالایی می چرخد و مواد در اثر بخورد با یکدیگر و همچنین جداره سائیده و در نتیجه ریزتر می‌شوند. 
روشهایی مانند خرد کردن و برش نیز برای کاهش اندازه ذرات متریال ها استفاده می شوند اما محصول نهایی سختر و تیزتری از این روش ها به دست می آید. (و به همین دلیل در مراحل اولیه فرایند میکرونیزه سازی استفاده می شوند). خرد کردن از ابزارهایی مانند چکش استفاده می کند تا مواد جامد را با استفاده از ضربه به ذرات کوچکتر خرد کند. برش با استفاده از پره های تیز برای برش قطعات جامد سخت به قطعات کوچک استفاده می‌شود. 

## تکنیک های مدرن
روشهای مدرن از سیالات فوق بحرانی در فرایند میکرونیزه سازی استفاده می کنند. در این روش از سیالات فوق بحرانی برای القای حالت [./Https://en.wikipedia.org/wiki/Supersaturation اشباع بیش از حد] استفاده می شود که منجر به رسوب تک تک ذرات می شود . تکنیک های بسیار کاربردی این دسته عبارتند از: فرایند RESS (گسترش سریع حلال های فوق بحرانی) ، روش SAS (ضد حلال فوق بحرانی) و روش PGSS (ذرات از محلول های اشباع شده با گاز). این تکنیک های مدرن امکان تنظیم بیشتر روند را فراهم می کنند. پارامترهایی مانند فشار نسبی ،دما و حرارت ، غلظت املاح و نسبت ضد حلال به حلال ، برای تنظیم خروجی متناسب با نیاز تولید کننده، متغیر است. روشهای سیال فوق بحرانی منجر به کنترل دقیق تر قطر ذرات ، توزیع اندازه ذرات و قوام مورفولوژی می شود.    به دلیل فشار نسبتاً کم درگیر در فرایند ، بسیاری از روشهای سیال فوق بحرانی می توانند مواد ترمولابیلی را در خود بگنجانند. تکنیک های مدرن شامل مواد شیمیایی تجدید پذیر ، غیر قابل اشتعال و غیر سمی هستند. 

### RESS
در مورد RESS (Rapid Expansion of Solutions Supercritical) ، از مایعات فوق بحرانی برای حل کردن مواد جامد در حالت تحت فشار و دمای زیاد استفاده می شود ، به همین دلیل یک فاز فوق بحرانی همگن تشکیل می شود . پس از آن ، مخلوط از طریق نازل گسترش می یابد تا ذرات کوچکتر تشکیل شود. بلافاصله پس از خروج از نازل ، انبساط سریع اتفاق می افتد و فشار را کاهش می دهد.میزان فشار زیر فشار فوق بحرانی قرار خواهد گرفت و باعث می شود مایع فوق بحرانی - معمولاً دی اکسید کربن - به حالت گاز بازگردد. این تغییر فاز ، میزان حلالیت مخلوط را به شدت کاهش می دهد و باعث رسوب ذرات می شود.  هرچه زمان کمتری برای گسترش محلول و رسوب شدن محلول در نظر گرفته شود ، توزیع اندازه ذرات باریک تر خواهد بود. بارش یا میعان سریعتر نیز منجر به رسیدن به قطر ذرات کوچکتر می‌شود. 

### SAS
در روش SAS (ضد حلال فوق بحرانی) ، ماده جامد در یک حلال آلی حل می شود. سپس مایعات فوق بحرانی به عنوان یک ضد حلال اضافه می شود که باعث کاهش حل پذیری سیستم می شود. در نتیجه ذراتی با قطر کوچک شکل می گیرد.  روش های مختلفی برای SAS وجود دارد که در هر کدام روش ورود مایعات فوق بحرانی به محلول آلی تفاوت دارند. 

### PGSS
در روش PGSS (ذرات حاصل از محلول های اشباع شده با گاز) مواد جامد ذوب شده و مایع فوق بحرانی در آن حل می شود.  اما در این حالت حلال مجبور می شود از طریق نازل گسترش یابد و از این طریق نانو ذرات شکل می گیرند. روش PGSS این مزیت را دارد که به دلیل مایع فوق بحرانی، نقطه ذوب مواد جامد کاهش می یابد. بنابراین جامد در دمای پایین تر از دمای ذوب معمولی در فشار محیط ذوب می‌شود. 

## کاربردها
داروها و مواد اولیه تشکیل دهنده مواد غذایی از جمله صنایعی اصلی است که در آن از میکرونیزه کردن استفاده می شود. ذرات با قطر کاهش یافته سرعت حل پذیری بالاتری دارند و این امر باعث افزایش کارایی آن ها می شود.  به عنوان مثال پروژسترون را میتوان با تولید کریستال های بسیار کوچک پروژستون، میکرونیزه کرد.  پروژسترون میکرونیزه شده در آزمایشگاه،از گیاهان تولید می شود. برای استفاده به عنوان HRT ، درمان ناباروری ، درمان کمبود پروژسترون از جمله خونریزی ناکارآمد رحم در زنان یائسه ، در دسترس است. داروخانه های ترکیبی می توانند پروژسترون میکرونید شده را در قرص های زیر زبانی، کلاه های روغنی یا کرم های ترانس درمال ، تهیه کنند.  کراتین از دیگر داروهایی است که میکرونیزه می‌شود. 